# Kristen Helveg Petersen
Pour les articles homonymes, voir Petersen.
Kristen Helveg Petersen, né le 29 novembre 1909 à Longelse Sogn (Danemark) et mort le 23 avril 1997 à Copenhague (Danemark), est un homme politique danois membre du Parti social-libéral danois (RV), ancien ministre et ancien député au Parlement (le Folketing).